# Fernanda Gritzbach
 Fernanda Gritzbach  (São Paulo, 10 de janeiro de 1984) é uma voleibolista indoor brasileira , com marca de alcance no ataque de 304 cm e 288 cm no bloqueio, atuante na posição de Central,  já serviu a Seleção Brasileira nas categorias de base, conquistando na categoria infanto-juvenil em 2000 o título do Campeonato Sul-Americano realizado na Venezuela,  ta,bem campeã  do Campeonato Sul-Americano Juvenil  em 2002  na Bolívia, além de ser medalhista de ouro no Campeonato Mundial Juvenil na Tailândia no ano de 2003 e no mesmo ano foi semifinalista pela Seleção Brasileira de Novas na edição dos Jogos Pan-americanos sediados na República Dominicana.Atuando em clubes possui um vice-campeonato no Torneio Internacional Top Volley em 2010 e disputou a edição da Copa CEV 2015 e da Challenge Cup de 2016.

## Carreira
Aos 13 anos de idade gostava de praticar o futebol  no Juventus  e  sua estatura chamou atenção  de  um técnico de voleibol  que a convidou para treinar a nesta modalidade e a partir deste momento iniciava sua trajetória como atleta.No ano de 2000 foi convocada para Seleção Brasileira e representou o país na categoria infanto-juvenil ao disputar o Campeonato Sul-Americano  em Valencia,Venezuela, obtendo a medalha de ouro  e no ano seguinte ainda nesta categoria, vestiu  camisa da seleção numa excursão realizada na Argentina, época que já integrava s categorias de base do Açúcar União/ São Caetano .
Representou a Seleção Paulista foi campeã do Campeonato Brasileiro de Seleções em 2002 disputado na cidade de Nova Lima-MG na categoria juvenil.Também foi convocada para Seleção Brasileira  para disputar o Campeonato Sul-Americano Juvenil de 2002 este realizado em La Paz-Bolívia  e conquistou o ouro nesta edição, além da qualificação para o mundial da categoria no ao seguinte.Na jornada esportiva 2002-03  disputou pelo Açúcar União/ São Caetano disputou o Campeonato Paulista de 2002 e foi vice-campeã nesta ocasião e disputou sua primeira edição de Superliga Brasileira A 2002-03, registrando 19 pontos (doze de ataques e sete de bloqueios) alcançando a sexta colocação final.
No ano de 2003 integrou a equipe  que representou  a Seleção Brasileira  no Campeonato Mundial Juvenil em Suphanburi,Tailândia, vestindo a camisa#1 e obteve a medalha de ouro e contribuiu na campanha brasileira e apareceu em alguns fundamentos: quinquagésima terceira  entre as maiores pontuadoras, foi também a  quinquagésima quinta primeira entre as com melhores bloqueios e foi a sexagésima sexta  entre as melhores defensoras, foi a quinquagésima sétima entre as melhores sacadoras e teve melhor desempenho no levantamento ocupando a vigésima sétima colocação.
Ainda em 2003 foi convocada para Seleção Brasileira de Novas (Seleção B) para disputar a edição dos Jogos Pan-Americanos de Santo Domingo e na qual avançou as semifinais, mas o selecionado que fez para foi eliminado pela seleção anfitriã e na disputa pelo bronze nova derrota, encerrando na quarta colocação em sua primeira participação nesta competição.No mesmo ano atuou  pelo Açúcar União/São Caetano quando disputou o Campeonato Paulista de 2003 e foi vice-campeã paulista  e na Superliga Brasileira A 2003-04 encerrou por esta equipe na quinta colocação registrando um ponto de ataque.
Na jornada esportiva 2004-05 permaneceu no mesmo clube que utilizou a alcunha de “São Caetano/Detur”,  onde conquistou em 2004 o vice-campeonato dos Jogos Abertos do Interior, sediados em Barretos, o ouro nos Jogos Regionais de Cotia e participou por esta equipe nos Jogos Abertos Brasileiros no mesmo ano em Bento Gonçalves, conquistando a medalha de ouro e encerrando as competições de 2004-05 obteve a sétima posição na referente edição da Superliga Brasileira A, registrando 143 pontos, destes 91 foram de ataques, 45 de bloqueios e 7 de saques.
Transferiu-se para o Pinheiros/Blue Life e por este foi vice-campeã paulista em 2005 e por este disputou a Superliga Brasileira A 2005-06 e  por este encerrou na quinta posição.
Nas competições de 2006-07 representou o Cimed/Macaé sob o comando do técnico Sérgio Negrão e foi vice-campeã carioca em 2006 e quarto lugar na Superliga Brasileira A 2006-07.
Defendeu nas competições 2007-08  o time do  São Caetano/Detur e foi por este  vice-campeã do Campeonato Paulista de 2007 e no mesmo ano termina com a prata nos Jogos Abertos do Interior na Praia Grande e  encerrou por este clube na quinta colocação na Superliga Brasileira A 2007-08..
Na temporada 2008-09 foi contratada pelo  Vôlei Futuro e terminou na sétima colocação do Campeonato Paulista de 2008 e disputou a Superliga brasileira a correspondente a esta jornada terminou na décima colocação na Superliga Brasileira A 2008-09.
Renovou por mais uma temporada com Vôlei Futuro e terminou na sexta posição da Superliga Brasileira A 2009-10.Na temporada seguinte foi  vice-campeã paulista  de 2010, medalha de prata no Top Volley Internacional de 2010 e encerrou pelo mesmo clube o bronze na Superliga Brasileira A 2010-11 e estava no ônibus no qual viajava com a equipe para disputar a semifinal da referida Superliga.
Em sua última jornada pelo do Vôlei Futuro e foi campeã paulista em 2011 e foi bronze na Superliga Brasileira A 2011-12.Pela primeira vez na carreira joga fora do voleibol nacional,  na época transferiu-se para o voleibol espanhol onde passou a defender o Nuchar Tramek Murillo na temporada 2012-13 sendo vice-campeã da Superliga Espanhola A correspondente a jornada esportiva citada e vice-campeã da Copa da Rainha 2013.
Renovou com o clube espanhol que utilizou a alcunha “Embalajes Blanco Tramek Murillo” e conquistou o  título da Supercopa Espanhola de 2013, conhecida pelos torcedores como o“chicote de Murillo” e foi eleita a Melhor Jogadora (MVP) da edição; também sagrou-se campeã da Superliga Espanhola A 2013-14, sendo a Melhor Bloqueadora da edição;, alcançando também o título da Copa de S.M. Rainha de 2014 integrando a seleção do campeonato e sendo premiada como Melhor Sacadora.
Em sua terceira jornada pelo clube espanhol , este utilizou a alcunha “Naturhouse Ciudad de Logroño” na temporada 2014-15 obtendo o título da Supercopa Espanhola de 2014;   além da conquista do bicampeonato da Superliga Espanhola A 2014-15, sendo a terceira colocada entre as melhores  bloqueadoras;alcançou também o bicampeonato da Copa de S.M. Rainha da Espanha de 2015, novamente integrou a seleção do campeonato.Em 2015 disputou por este clube a edição da Copa CEV 2015, ocasião que finalizou na nona colocação, após disputar as quartas de final.
Permanece pela quarta vez consecutiva como atleta do “Naturhouse Ciudad de Logroño” e disputou as competições de 2015-16, conquistando tricampeonato na Supercopa Espanhola de 2015, o tricampeonato da Copa de S.M. Rainha da Espanha de 2016 e o tricampeonato da Superliga Espanhola A 2015-16 e integrou a seleção do campeonato, sendo a Melhor Bloqueadora da edição.Disputou a edição da Challenge Cup de 2016 alcançando a trigésima terceira posição, após eliminação fase classificatória, na segunda rodada.
Na sexta temporada consecutiva pelo  “Naturhouse Ciudad de Logroño”, alcançou nas competições de 2016-17 o vice-campeonato da Supercopa Espanhola de 2016,também na Copa de S.M. Rainha da Espanha de 2016 e foi tetracampeã da Superliga Espanhola A 2016-17, integrando a seleção do campeonatos com a primeira melhor central.
Completando a sétima jornada consecutiva, renovou com o mesmo clube e esse passou a utilizar a alcunha “Minis Arluy Logroño” sagrando-se campeã da Supercopa Espanhola de 2017, sagrou-se campeã na Copa de S.M. Rainha da Espanha de 2017 e foi a melhor jogadora da competiçãoe foi pentacampeã da Superliga Espanhola A 2017-18.
Pela oitava vez seguida renovou com “Minis Arluy Logroño” e outra vez foi campeã da Supercopa Espanhola em 2018, assim como da Copa de S.M. Rainha da Espanha de 2018e pela sexta vez obteve o título da da Superliga Espanhola A 2018-19.
Na temporada 2019-20 atingiu a marca de nove temporadas consecutivas no mesmo clube, desta vez o clube passou a utilizar a alcunha “May Deco VB Logroño” e sagrou-se pela sexta vez campeã da Supercopa Espanhola em 2019.

## Títulos e resultados
- Jogos Pan-Americanos:2003[18]
- Superliga A Espanhola:2013-14[49], 2014-15[55], 2015-16[64], 2016-17[72],2017-18,2018-19
- Superliga A Espanhola: 2012-13[44]
- Supercopa da Espanha:2013[47],2014[54], 2015[62],2017,2018,2019
- Supercopa da Espanha:2016[70]
- Copa de S.M. Rainha da Espanha: 2014[51],2015[57], 2016[63],2017,2018
- Copa de S.M. Rainha da Espanha:2013[45],2017[71]
- Superliga Brasileira A:2010-11[40], 2011-12[42]
- Superliga Brasileira A:2006-07[31]
- Campeonato Paulista:2011
- Campeonato Paulista: 2002, 2003, 2005,2007[33], 2010
- Campeonato Carioca:2006
- Jabs:2004[1]
- Jogos Abertos de São Paulo: 2004[1], 2007 [34]
- Jogos Regionais de São Paulo:2004[1]
- Campeonato Brasileiro de Seleções (Juvenil):2002[1]

## Premiações individuais
- MVP da Copa de S.M. Rainha da Espanha de 2017
- Melhor Central da Superliga Espanhola A 2016-17[73]
- Melhor Bloqueadora da Superliga Espanhola A 2015-16[66]
- Melhor Sacadora da Copa de S.M. Rainha da Espanha de 2014[52]
- Melhor Bloqueadora da Superliga Espanhola A 2013-14[50]
- MVP da Supercopa Espanhola de 2013[48]